# Pictet-Gams-Synthese

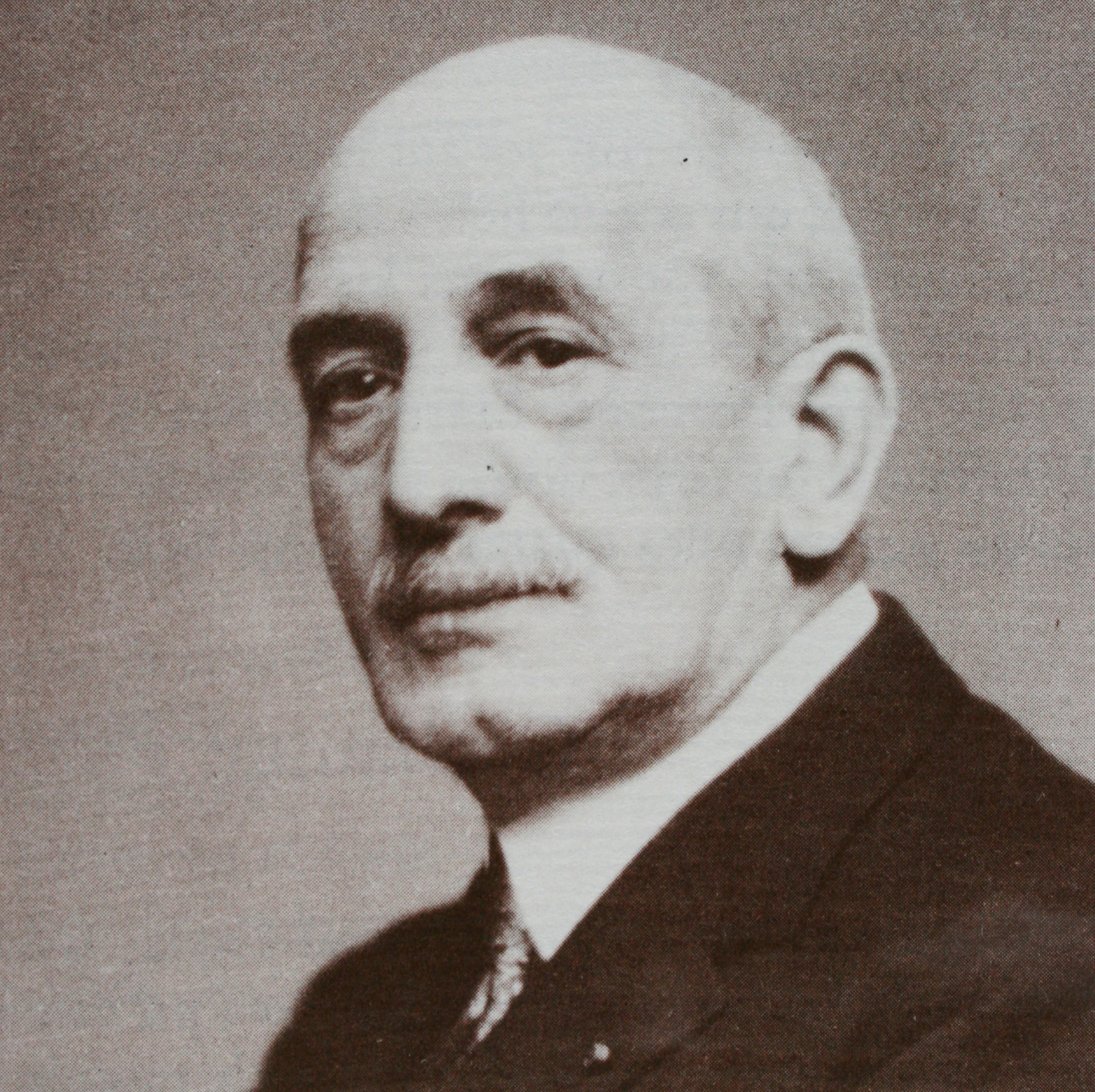
Amé Pictet (1857–1937)

Die Pictet-Gams-Synthese, benannt nach den Schweizer Chemikern Amé Pictet (1857–1937) und Alfons Gams (1884–1955), ist eine Namensreaktion der Organischen Chemie und wurde erstmals 1910 beschrieben. Die Pictet-Gams-Synthese ermöglicht die Synthese von Isochinolinderivaten aus N-(2-Hydroxy-2-phenylethyl)amiden.

## Übersichtsreaktion
Bei der Pictet-Gams-Synthese wird aus einem N-(2-Hydroxy-2-phenylethyl)amid durch Zugabe eines wasserentziehenden Mittels wie Phosphorpentoxid oder Phosphoroxychlorid unter zweifacher Dehydratisierung ein Isochinolinderivat gebildet:
Anstelle der Hydroxygruppe kann auch eine Methoxy- oder Ethoxy-Gruppe im Edukt vorliegen. In diesem Fall wird zusätzlich zu Wasser auch Methanol bzw. Ethanol abgespalten.

## Reaktionsmechanismus
In der Literatur werden verschiedene Reaktionsmechanismen vorgeschlagen.
Ein möglicher Reaktionsmechanismus, der in der Literatur zu finden ist, wird beispielhaft an N-(2-Hydroxy-2-phenylethyl)acetamid (1) erläutert:
Im ersten Schritt wird aus dem Carbonsäureamid 1 Wasser abgespalten und das Zwischenprodukt 2 gebildet.  Nach dem Protonieren des Carbonylsauerstoffatoms kommt es unter Aufhebung der Aromatizität zur Cyclisierung; das mesomeriestabilisierte Carbeniumion 3 entsteht. Durch Deprotonierung wird unter Rearomatisierung die Zwischenstufe 4 gebildet. Das Produkt 1-Methylisochinolin (5) entsteht dann durch erneute Dehydratisierung.